# Brenda Nicole
Brenda Nicole (Campinas, 18 de fevereiro de 1998) é uma pintora e artista plástica brasileira. Brenda tem sido destacada como uma das personalidades promissoras da atual geração de artistas brasileiros. Suas obras, influenciadas pelos movimentos neo-expressionista e surrealista, refletem sobre como a solidão, felicidade, amor e perda, são parte importante da experiência de autoconhecimento. Representado por Victor Valery, Brenda também faz parte da organização artística VANDL ART.

## Vida e obra
Brenda Nicole nasceu em 18 de Fevereiro de 1998 em Campinas, interior do estado de São Paulo. Desde sua infância, Brenda Nicole demonstrou interesse e talento pela pintura, começando a pintar aos 7 anos e, aos 15, passou a observar os movimentos e signos do ambiente urbano ao qual pertencia, criando assim sua própria linguagem artística, que ela chama de "vudu punk".
As pinturas de Brenda Nicole são complexas e ricas em camadas, convidando o espectador a mergulhar em seu universo artístico, deixando de lado quaisquer preconceitos estéticos ou de classe. Utilizando técnicas variadas, como acrílica, óleo, spray e giz pastel, em diferentes materiais, como canvas e papel algodão, além de tapumes de madeira. Sua obra já foi exposta em diversas cidades ao redor do mundo, como Amsterdã, Berlim, Palma de Mallorca, Rio de Janeiro, São Paulo, Madrid, Nova York e Campinas.

## Carreira
Brenda Nicole começou sua carreira como artista em 2017 com sua primeira exposição exposição individual "Torta Posada 4" na Estação Cultura (Campinas), com curadoria de Andréa Mendes. No mesmo ano, participou da exposição coletiva na Galeria da PUC e da exposição "Vesícula" no Espaço Breu, além de expor na Pinacoteca de Jundiaí. 
Em 2019, teve sua obra "Ócio da Rainha" exibida na Estação Cultura com curadoria de João Bosco e realizou a performance "O embate do corpo negro na sociedade" na Centro de Convivência Cultural de Campinas “Carlos Gomes”. Brenda também participou de uma colaboração editorial com a revista SENAC e apresentou sua primeira exposição individual internacional em Amsterdã, na VRJI Palais. 
Em 2020 e 2021, Brenda teve uma exposição privada na VANDL ART em São Paulo e, no mesmo ano, participou da exposição coletiva "Oh, I love Brazilian women" na Apex Art, em Nova York, com curadoria de Luiza Testa.
Em 2022, Brenda Nicole apresentou sua Exposição individual "SUBCONSCIENTEMIM" no Museu da Imagem e do Som de Campinas, com curadoria de Victor Valery e patrocínio do PROAC através da Secretaria de Cultura e Economia Criativa do Estado de São Paulo.
Em 2023 inaugurou sua primeira exposição individual em solo espanhol, na Baró Galeria, em Palma de Mallorca, chamada "Vudu Punk", onde apresentou  trabalhos produzidos entre 2019 e 2023.

## Estilo
Brenda Nicole desenvolveu um estilo artístico próprio, que ela chama de "vudu punk", e combina elementos do neo-expressionismo e do surrealismo com influências dos movimentos e signos do ambiente urbano em que cresceu. Suas obras são conhecidas por serem complexas e ricas em camadas, convidando o espectador a mergulhar em seu universo artístico. Com uma abordagem que privilegia o autoconhecimento, a solidão, o êxtase, o amor e a perda, Brenda Nicole desafia o público a explorar camadas de significados e a refletir sobre as emoções e criaturas retratadas, que surgem como reflexões profundas sobre a espiritualidade, a aflição da vida urbana e a busca pelo autoconhecimento. Suas técnicas variadas, que incluem acrílica, óleo e pastel, em diferentes materiais como canvas e papel algodão, além de tapumes de madeira recolhidos da rua, dão às suas obras uma textura única e característica.

## Exposições
- HORÁCIO CAMPINAS. MIS de Campinas recebe exposição da artista Brenda Nicole. 2022. Disponível em: https://horacampinas.com.br/mis-de-campinas-recebe-exposicao-da-artista-brenda-nicole/. Acesso em: 3 maio 2023.
- CARTA CAMPINAS. Exposição “Subconscientemim” reverbera o trânsito pessoal e onírico da artista visual Brenda Nicole com uma série de onze obras. 2022. Disponível em: https://cartacampinas.com.br/2022/04/exposicao-subconscientemim-reverbera-o-transito-pessoal-e-onirico-da-artista-visual-brenda-nicole-com-uma-serie-de-onze-obras/. Acesso em: 3 maio 2023.
- PRETAS INCORPORAÇÕES. Artistas - Brenda Nicole. Disponível em: https://pretasincorporacoes.46graus.com/artistas/brenda-nicole/. Acesso em: 3 maio 2023.
- PREFEITURA MUNICIPAL DE CAMPINAS. MIS Campinas recebe exposição da artista autodidata Brenda Nicole. 2022. Disponível em: https://www.campinas.sp.gov.br/noticias-integra.php?id=44217. Acesso em: 3 maio 2023.
- HARPER'S BAZAAR. Tag: Brenda Nicole. Disponível em: https://harpersbazaar.uol.com.br/tag/brenda-nicole/. Acesso em: 3 maio 2023.
- CORREIO. MIS Campinas recebe mostra da artista autodidata Brenda Nicole. 2022. Disponível em: https://correio.rac.com.br/campinasermc/mis-campinas-recebe-mostra-da-artista-autodidata-brenda-nicole-1.1236436. Acesso em: 3 maio 2023.
- G1. Museu da Imagem e do Som de Campinas recebe exposição gratuita com pinturas e instalação. 2022. Disponível em: https://g1.globo.com/sp/campinas-regiao/noticia/2022/05/04/museu-da-imagem-e-do-som-de-campinas-recebe-exposicao-gratuita-com-pinturas-e-instalacao.ghtml. Acesso em: 3 maio 2023.
- MAIS EXPRESSÃO. Com a arte expresso todos os sentimentos, diz a pintora Brenda Nicole. 2022. Disponível em: https://maisexpressao.com.br/noticia/com-a-arte-expresso-todos-os-sentimentos-diz-a-pintora-brenda-nicole-67257.html. Acesso em: 3 maio 2023.